# Ilha de Noirmoutier
A ilha de Noirmoutier (em francês:  île de Noirmoutier, em bretão: Nermouster) é uma ilha de maré da França situada no Oceano Atlântico e pertencente ao departamento da Vendée. Desde 1971 está unida por estrada ao continente por meio de uma ponte, e também através da famosa Passage du Gois, uma via que fica submersa pelo mar duas vezes por dia. Tem 10 localidades e quatro comunas distintas. Tem cerca de 25 km de comprimento por largura entre um mínimo de 500 m e um máximo de 15 km, com uma área total de 4877 hectares (48,77 km²). Tem cerca de 10000 habitantes
A ilha de Noirmoutier é frequentemente denominada como ilha das mimosas (l'île aux mimosas) pela suavidade do seu clima, que permite o crescimento de mimosas, e que estas floresçam no inverno. A paisagem predominante na ilha é a de pântanos salubres e salinas, dunas e bosques de azinheiras.
Habitada desde a pré-história ininterruptamente até hoje, constitui actualmente um apreciado destino de turismo, tanto de França como do estrangeiro.

## História

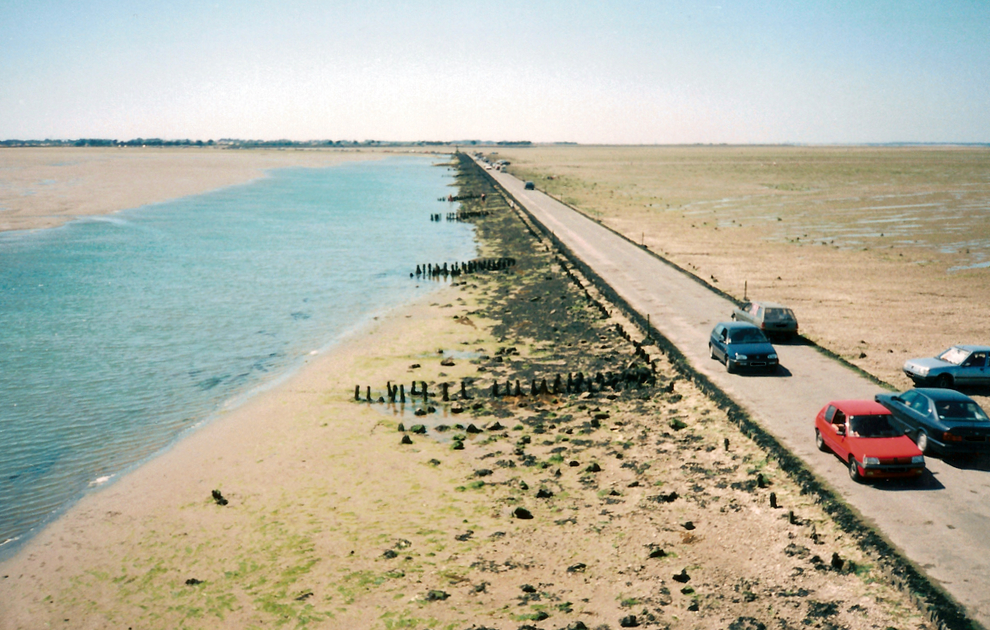
Acesso à ilha de Noirmoutier

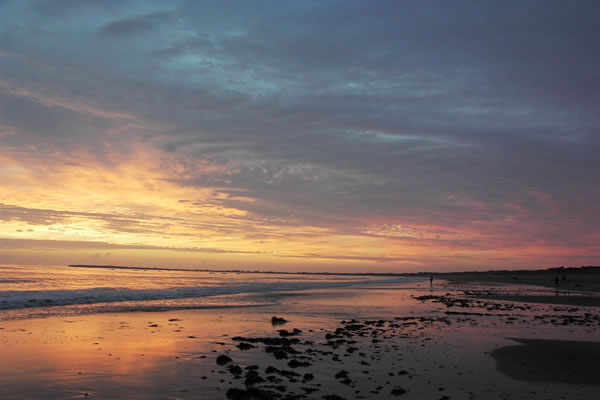
Pôr-do-sol na praia de Barbâtre.

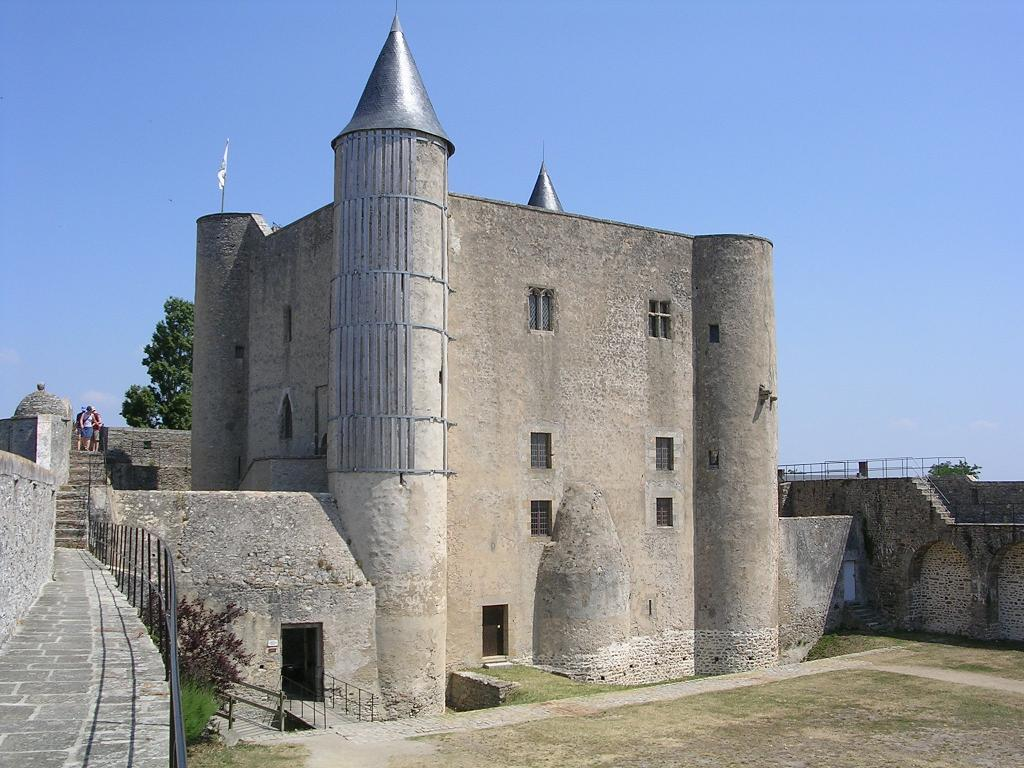
Castelo de Noirmoutier.

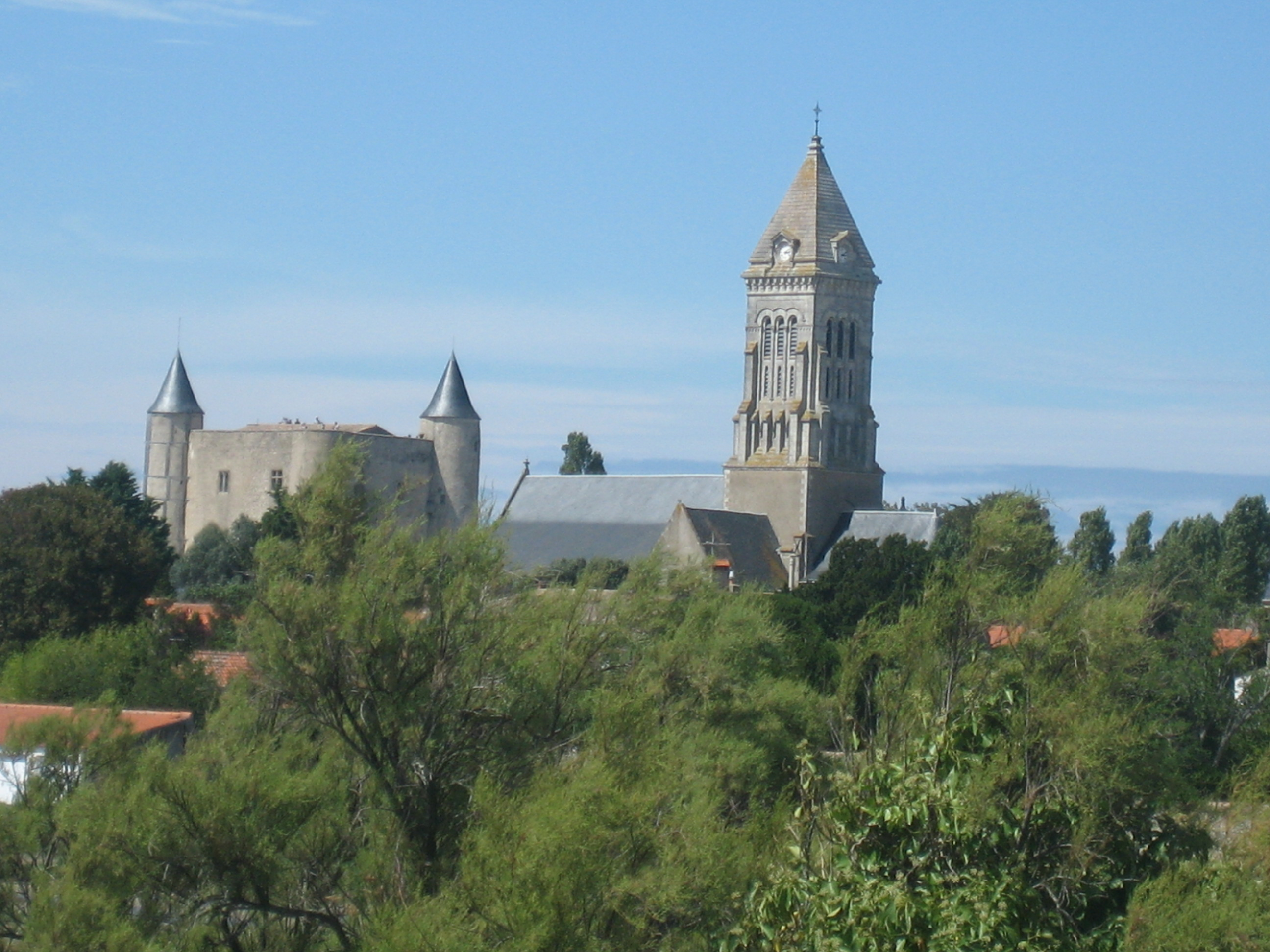
Igreja de Saint-Philbert e, à esquerda, o castelo de Noirmoutier.

### Pré-história
A julgar pelos sítios arqueológicos na ilha, esta estaria já povoada desde tempos antigos, tendo sido localizados restos correspondentes ao Paleolítico Inferior. Também se encontraram restos do Neolítico.

### Império Romano
Na época do Império Romano a ilha permaneceu habitada, como atesta o achado de restos de uma villa galorromana.

### Idade Média
São Filiberto (conhecido como Filiberto de Jumièges, Filiberto de Noirmoutier ou Filiberto de Tournus, pelos dois mosteiros que fundou e pelo terceiro onde se depositaram as suas relíquias) chegou em 674 à ilha de Noirmoutier, a antiga ilha de Her ou de Hero, que já tinha sido habitada desde tempos imemoriais. São Filiberto fundou na ilha um mosteiro, que é a origem do posteriormente trasladado para Saint-Philbert-de-Grand-Lieu. A partir do mosteiro, São Filiberto organizou os trabalhos de recolha de sal, enquanto fomentava a construção de diques para protecção contra o mar, além de empreender a cristianização dos seus habitantes.